# Petrovice u Rakovníka
Petrovice (deutsch Petrowitz) ist eine Gemeinde im  okres Rakovník, Tschechien. Sie befindet sich an einem Hang etwa acht Kilometer südwestlich von Rakovník. Im Ort leben auf 704 Hektar 240 Einwohner. Der Ort gehört zur Mikroregion Čistá - Senomaty.

## Geschichte
Petrovice wurde im Jahre 1519 durch den Pürglitzer Burghauptmann Petr Holý von Chrást auf halbem Wegen zwischen den, ihm gehörigen, wüsten Dörfern Hlivojedy und Jezevce angelegt. Im Jahre 1545 erwarb Anna von Vřesovice die Feste und den Hof Šanov und schlug diese Petrovice zu. Nachfolgende Besitzer waren Vilém Sviták von Landstein und Burian Prostibořský von Vrtba. Im Jahre 1542 kaufte Václav Dlask von Vchynice Petrovice mit der Feste und dem Meierhof Šanov sowie einer Hälfte von Hostokryje. Er erweiterte das Gut noch um die Dörfer Václavy und Řeřichy. Zu den nachfolgenden Besitzern von Petrovice gehörten ab 1569 Radslaw Wchinsky von Wchinitz und zu Beginn des 17. Jahrhunderts Georg Hrobschitzky von Hrobschitz. Wegen dessen Beteiligung am Ständeaufstand wurde das Gut Petrowitz nach der Schlacht am Weißen Berg konfisziert und 1623 an Johann Zeller verkauft, dem Marie Wchinsky von Wchinitz folgte. Ab 1660 gehörte das Gut Otto Georg Freiherrn von Helversen (dem Sohn des Otto Plato von Helversen) und danach Johann Josef von Waldstein. Er ließ auf der Anhöhe südlich des Dorfes eine neue Kirche mit Pfarrhaus und Schule erbauen und nach deren Fertigstellung 1715 die Pfarre Schanowa nach Petrowitz verlegen. Im selben Jahre überschrieb Waldstein das Gut seiner Tochter Maria Anna Fürstin zu Fürstenberg, die es am 13. Jänner 1732 an Georg Olivier von Wallis verkaufte. 1744 erbte die Besitzungen sein Sohn Stephan Olivier von Wallis, der das Gut mit der Herrschaft Koleschowitz vereinigte und 1823 ein neues Schulhaus erbeuten ließ. 1832 erbte sein Sohn Rudolf Olivier Graf von Wallis den Besitz, ihm folgte 1838 dessen Sohn Friedrich Olivier Graf von Wallis. Zum Allodialgut Petrowitz gehörten die Dörfer Petrowitz, Schanowa, Neuhof (Nový Dvůr), Seywedel, Zdiar (Žďáry), Pričina, Senetz, Hostokreg (Hostokryje) und Nausowa (Nouzov). 
Im Jahre 1843 bestand Petrowitz aus 65 Häusern mit 516 Einwohnern, darunter zwei jüdischen Familien. Unter obrigkeitlichen Patronat standen die Pfarrkirche Mariä Heimsuchung, die Pfarrei, die Schule und das Badehaus an der Quelle Heiligenbrunn. Im Ort gab es obrigkeitliches Schloss mit der Schlosskapelle zum Erzengel Michael und einer Beamtenwohnung, einen dominikalen Meierhof, ein dominikales Bräuhaus, ein dominikaler Brannweishaus mit Pottaschensiederei und ein Einkehrhaus. Abseits lag die Kleine Mühle. Petrowitz war Pfarrort für Schanowa, Neuhof, Seywedel, Zdiar, Pričina, Senetz, Nausowa und Röscha. Bis zur Mitte des 19. Jahrhunderts blieb Petrowitz das Amtsdorf des an die Fideikommissherrschaft Koleschowitz angeschlossenen Allodialgutes Petrowitz.

## Sehenswürdigkeiten
- Schloss Petrovice, erbaut Anfang des 16. Jahrhunderts von Petr Holý z Chrástu.
- Wallfahrtskirche Mariä Heimsuchung, erbaut vom Grafen Waldstein 1715.